# Бююкчекмедже (озеро)
Бююкчекмедже (Бююк-Чекмедже, тур. Büyükçekmece Gölü) — озеро (лагуна) с солёной водой в европейской части Турции, в Восточной Фракии, на территории провинции Стамбул. Сформировалось как бухта Мраморного моря. Затем бухта разделена на две части песчаной косой. Соединяется с морем узкой протокой. Через пролив, соединяющий озеро и бухту, османский инженер Синан построил мост султана Сулеймана Великолепного. Рядом с проливом построена плотина. Вода из озера используется для водоснабжения Стамбула.
В озеро впадает река Карасу (Чёрная вода). В античное время река известна как Афира (др.-греч. Αθύρας, лат. Athyras). В устье реки находился портовый город Афира, ныне Бююкчекмедже.
Восточнее расположено озеро Кючюкчекмедже.